# Веллс (округ, Північна Дакота)
Шаблон:StateAbbr_ 47°35′ пн. ш. 99°40′ зх. д. / 47.58° пн. ш. 99.67° зх. д.
Округ  Веллс (англ. Wells County) — округ (графство) у штаті  Північна Дакота, США. Ідентифікатор округу 38103.

## Історія
Округ утворений 1873 року.

## Демографія
За даними перепису 
2000 року 
загальне населення округу становило 5102 осіб, усе сільське.
Серед мешканців округу чоловіків було 2507, а жінок — 2595. В окрузі було 2215 домогосподарств, 1454 родин, які мешкали в 2643 будинках.
Середній розмір родини становив 2,85.
Віковий розподіл населення поданий у таблиці:
| Стать    | До 15 років | 15-21 | 22-29 | 30-39 | 40-49 | 50-65 | 65-85 | Понад 85 |
| -------- | ----------- | ----- | ----- | ----- | ----- | ----- | ----- | -------- |
| Чоловіки | 471         | 213   | 127   | 277   | 419   | 442   | 482   | 76       |
| Жінки    | 430         | 196   | 107   | 312   | 341   | 441   | 596   | 172      |

## Суміжні округи
- Бенсон — північ
- Едді — схід
- Фостер — схід
- Статсмен — південний схід
- Кіддер — південь
- Шерідан — захід
- Пієрс — північний захід

## Виноски
1. ↑  US Decennial Census. US Census Bureau. Архів оригіналу за 19 липня 2018. Процитовано 1 лютого 2015.
2. ↑  Historical Census Browser. University of Virginia Library. Архів оригіналу за 16 серпня 2012. Процитовано 1 лютого 2015.
3. ↑  Forstall, Richard L., ред. (20 квітня 1995). Population of Counties by Decennial Census: 1900 to 1990. US Census Bureau. Архів оригіналу за 5 березня 2015. Процитовано 1 лютого 2015.
4. ↑  Census 2000 PHC-T-4. Ranking Tables for Counties: 1990 and 2000 (PDF). US Census Bureau. 2 квітня 2001. Архів оригіналу (PDF) за 18 грудня 2014. Процитовано 1 лютого 2015.
5. ↑  State & County QuickFacts. Бюро перепису населення США. Архів оригіналу за 15 грудня 2015. Процитовано 1 листопада 2013.(англ.) Наведено за англійською вікіпедією.
6. ↑  American FactFinder. Бюро перепису населення США. Архів оригіналу за 26 лютого 2012. Процитовано 31 січня 2008.

| США | Це незавершена стаття з географії США. Ви можете допомогти проєкту, виправивши або дописавши її. |